# El tren (película de 1964)
El tren (The Train) es una película italofrancoestadounidense de 1964 del género bélico dirigida por John Frankenheimer, quien contó con la colaboración de los ferroviarios y el Ejército de Francia.  
Esta película fue candidata al premio Óscar de 1966 al mejor guion, y ofrece las actuaciones de Burt Lancaster y Paul Scofield, uno y otro en los papeles principales.

## Argumento
La acción se desarrolla en París, en septiembre de 1944. 
Ante la inminente llegada de los aliados a París, antes de abandonar la ciudad, el coronel Franz Von Waldheim (Paul Scofield), un fanático del arte, decide llevarse a Alemania expoliar las más importantes obras de arte del Patrimonio Nacional de Francia, a pesar de la negativa inicial de su General superior de dedicar medios necesarios para la guerra a un tren cuya carga son "simples obras de arte incivilizado", Von Waldheim consigue convencerlo alegando el valor económico de dichas obras y que el Führer preferiría que estuvieran en poder de Alemania. Para ello, los alemanes cargan un tren cuya locomotora conduce Papa Boule (Michel Simon). 
Una conservadora de Bellas Artes de París que había custodiado el legado artístico de los franceses (Suzanne Flon) acude a miembros de una sección de la resistencia francesa dirigidos por Labiche (Burt Lancaster) y constituida apenas por tres miembros que trabajan en el ferrocarril de Francia.
Para impedir que saquen las obras de arte, se idea un ingenioso plan para confundir a los alemanes en cada estación por donde el tren pasa.
Los esfuerzos de estos pocos valientes por frustrar la salida del legado artístico de Francia hacia Alemania es el centro de una historia cuyo final es imprevisto.

## Reparto
| Actor                | Personaje                       |
| -------------------- | ------------------------------- |
| Burt Lancaster       | Paul Labiche                    |
| Paul Scofield        | Cnel. Franz von Waldheim        |
| Jeanne Moreau        | Christine                       |
| Suzanne Flon         | Señorita Villard                |
| Michel Simon         | Papa Boule                      |
| Wolfgang Preiss      | Mayor Herren                    |
| Albert Rémy          | Didont                          |
| Charles Millot       | Pesquet                         |
| Jean Bouchard        | Hauptmann Schmidt               |
| Richard Münch        | Gral. von Lubitz                |
| Jacques Marin        | Jacques                         |
| Paul Bonifas         | Spinet                          |
| Donald O'Brien       | Sargento Schwartz               |
| Arthur Brauss        | Teniente Pilzer                 |
| Bernard La Jarrige   | Bernard                         |
| Daniel Lecourtois    | Sacerdote                       |
| Gperard Buhr         | Cabo                            |
| Howard Vernon        | Hauptmann Dietrich              |
| Nick Dimitri         | Soldado alemán                  |
| Christian Fuin       | Robert                          |
| Christian Rémy       | Tauber                          |
| Helmo Kindermann     | Oficial de ordenanza            |
| Jacques Blot         | Hubert                          |
| Jean-Claude Bercq    | Mayor                           |
| Jean-Jacques Lecomte | Teniente del convoy de retirada |
| Jean-Pierre Zola     | Octave                          |
| Louis Falavigna      | Trabajador del tren             |
| Max From             | Oficial de la Gestapo           |
| Richard Bailey       | Grote                           |
| Roger Lumont         | Oficial de Ingeniería           |

## Comentarios
La producción contó con el apoyo de los ferroviarios franceses, la guardia fronteriza de Francia e Italia.
Burt Lancaster tuvo que aprender a usar una máquina locomotora de vapor y la maestranza para desarrollar con credibilidad su papel.
Destacan en la película la actuación de Paul Scofield representando al frío y voluntarioso coronel Von Waldheim y la del actor suizo Michel Simon encarnando a un maquinista francés que odia a los nazis que ocupan su país.

## Reconocimientos
- Candidato al Golden Laurel de 1965 al mejor actor: Burt Lancaster, que quedó en segundo lugar.

- Candidato al BAFTA de 1965 a la mejor película: quedó en segundo lugar.

- Candidato al Oscar de 1966 al mejor guion: Franklin Coen y Frank Davis.